# Marjariasana
Marjariasana of Bidalasana, beide Sanskriet voor kathouding, is een veelvoorkomende houding of asana.
| Sanskriet | vertaling                   |
| mariara   | civetkat                    |
| bidala    | poes, vrouwelijke kat       |
| asana     | houding (letterlijk: 'zit') |

## Beschrijving
Breng de handen naar de grond en kom in de kruiphouding. De ruggengraat staat in een rechte lijn. De handpalmen staan recht onder de schouders en de bovenbenen staan in een rechte hoek met de ondergrond. Adem uit, trek de stuit naar beneden en rondt de ruggengraat en laat het hoofd naar beneden gaan. Druk in de handpalmen, zodat de schouders zich van de oren verwijderen. Rek het middelste en bovenste deel van de rug naar boven. Blijf enkele in- en uitademhalingen in deze houding.
De kathouding wordt vaak gecombineerd wordt in de wisselwerking met de tafelhouding en de hond.